# Десять зим
«Десять зим» (итал. Dieci inverni) — художественный фильм итальянского режиссёра Валерио Мьѐли с Изабеллой Рагонезе и Микеле Риондино в главных ролях, вышедший на экраны в 2009 году. Совместное производство Италии и России. Одновременно с фильмом В. Мьели выпустил роман с тем же названием. Это история любви двух вчерашних школьников, Камиллы и Сильвестро; история взросления, развивающаяся на протяжении десяти лет.

## Сюжет
1999 год. Камилла и Сильвестро замечают друг друга, когда едут на последнем вапоретто по Венецианской лагуне. Оба окончили школу и переезжают в Венецию, чтобы продолжать образование. Камилла находит домик, который снял для неё отец на одном из малых островов. Сильвестро внезапно выходит на той же остановке. Оставшись на незнакомом острове, он просится переночевать у Камиллы. Ребята знакомятся и вместе пытаются согреться в необжитом холодном доме. Утром Сильвестро уходит.
Декабрь 2000 года. Сильвестро увлекается разведением улиток. Камилла, изучая русский театр, знакомится в университете с москвичкой Любой, которая приводит её в гости в большую студенческую компанию. Там они встречают Сильвестро. Тот ухаживает за Любой и, дурачась, обижает Камиллу. За неё вступается его друг Симоне.
Февраль 2002 года. Люба стала девушкой Сильвестро и подружилась с Камиллой. Втроём они едут на лодке в аэропорт, чтобы проводить Камиллу на стажировку в Москву, но по дороге попадают в аварию. Любу везут в больницу и оставляют там до утра. Ребята ждут её. Сильвестро предлагает Камилле, наконец, познакомиться поближе. Они разговаривают всю ночь и совсем не хотят расставаться, но Любу выписывают, а Камилла спешит на самолёт. Между ребятами завязывается оживлённая переписка, которая, однако, со временем прекращается. Сильвестро расстаётся с Любой, и Камилла разрешает ему пожить в своём пустующем доме на острове.
Январь 2003 года. Сильвестро, защитив диплом, приезжает к Камилле в Москву; она ведь когда-то звала его в гости. Но девушка уже живёт с режиссёром Фёдором, своим коллегой по театру, и его маленьким сыном. Сильвестро не может оставаться в этой семье и сразу же улетает обратно.
Февраль 2004 года. Сильвестро работает на улиточной ферме и проводит там занятия для детей. Камилла ушла от Фёдора и возвращается в Венецию. Она просит Сильвестро съехать из её дома, но время идёт, и они привыкают жить вместе. Камилла защищает диплом, и тут появляется Фёдор, который просит девушку вернуться к нему. Они выясняют отношения, гуляя по ночной Венеции. Фёдор уезжает ни с чем. В это время дома у Камиллы бушует праздник со множеством гостей, который Сильвестро тайком организовал в честь её защиты. Подвыпив, он проводит ночь с одной из гостей в постели Камиллы, которая утром возвращается и выгоняет Сильвестро из дома.
Январь 2005 года. Сильвестро и Камилла издалека замечают друг друга на рынке, но расходятся в разные стороны.
Февраль 2006 года. Люба выходит замуж. В Москву на свадьбу прилетают Камилла со своим мужем Симоне и Сильвестро с женой. Камилла сообщает Сильвестро, что ждёт ребёнка. Парень ошеломлён. Он вдруг понимает, что любит Камиллу. Вечером во время празднования свадьбы он устраивает скандал. Камилла успокаивает Сильвестро, а тот признаётся ей в любви. Жена Сильвестро видит их вместе и уходит от мужа.
Январь 2007 года. Сильвестро, обсуждая с друзьями в кафе создание детского театра, встречает Симоне с маленькой дочкой. Тот говорит, что Камилла оставила его и вернулась жить к отцу. Сильвестро едет к ней. Камилла в депрессии и не выходит из комнаты. Увидев друга, она оживляется, их охватывает страсть, к которой Сильвестро совсем не готов. Он останавливает девушку и уезжает, обещая на днях позвонить, но больше не появляется.
Январь 2008 года. Камилла и Сильвестро проходят по одной и той же площади, но, разминувшись на несколько секунд, не встречаются.
Март 2009 года. Камилла и Сильвестро встречаются на торгах. Дом на острове выставлен на продажу. Оба пытаются купить его, но проигрывают аукцион. Они вместе приезжают попрощаться со своим домиком и там, наконец-то, обретают друг друга.

## В ролях
- Изабелла Рагонезе — Камилла
- Микеле Риондино — Сильвестро
- Сергей Жигунов — Фёдор
- Глен Блэкхолл — Симоне
- Любовь Зайцева[1] — Люба
- Сергей Никоненко — профессор Корсаков
- Аличе Торриани — Клара
- Сара Ладзарро — Мария Антониетта
- Франческо Бранди — Никколо
- Лука Авальяно — Эрманно
- Франческа Куттика — Элена
- Роберто Нобиле — отец Камиллы

## Съёмочная группа
- Валерио Мьели — режиссёр
- Роберто Бесси, Игорь Поршнев, Резо Шарабидзе, Ульяна Ковалева — продюсеры
- Доменико Мазелли, Мария Шарабидзе — директора съёмочной группы
- Элизабетта Брусколини — исполнительный продюсер
- Валерио Мьели, Давиде Лантьери, Изабелла Агилар — авторы сценария
- Марко Онорато — оператор-постановщик
- Гвидо Спиццико, Сергей Бубенко — звукорежиссёры
- Франческо де Лука, Алессандро Форти — композиторы
- Мауро Ванзати, Ацамаз Дзиваев — художники-постановщики
- Андреа Каваллетто — художник по костюмам
- Луиджи Меарелли — монтажёр

## Награды
- 2010 — «Давид ди Донателло» — премия итальянской Академии кинематографии[2]
  - Лучший дебют в режиссуре — Валерио Мьели.
- 2010 — «Серебряная лента» — премия Итальянского национального профсоюза киножурналистов[3]
  - Лучший дебют в режиссуре — Валерио Мьели
  - Премия имени Гульельмо Бираги лучшему молодому актёру — Микеле Риондино.
- 2010 — «Золотой Чак» — премия итальянского ежемесячного журнала о кино «Чак»[4]
  - Премия «Прекрасное и невидимое» концерна «Шкода».
- 2010 — Международный кинофестиваль в Бари (BIFEST)[5]
  - Лучший дебютный фильм.